# Histoire militaire étrusque

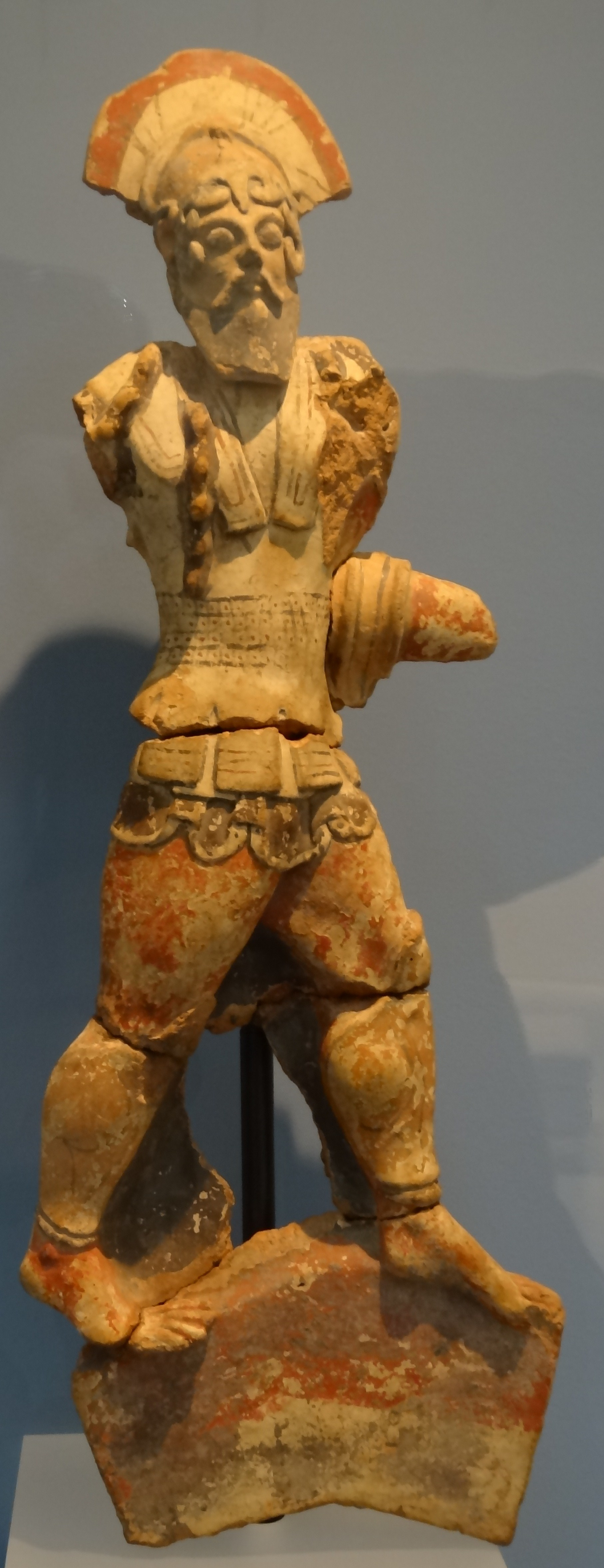
Acrotère ; figure de guerrier.

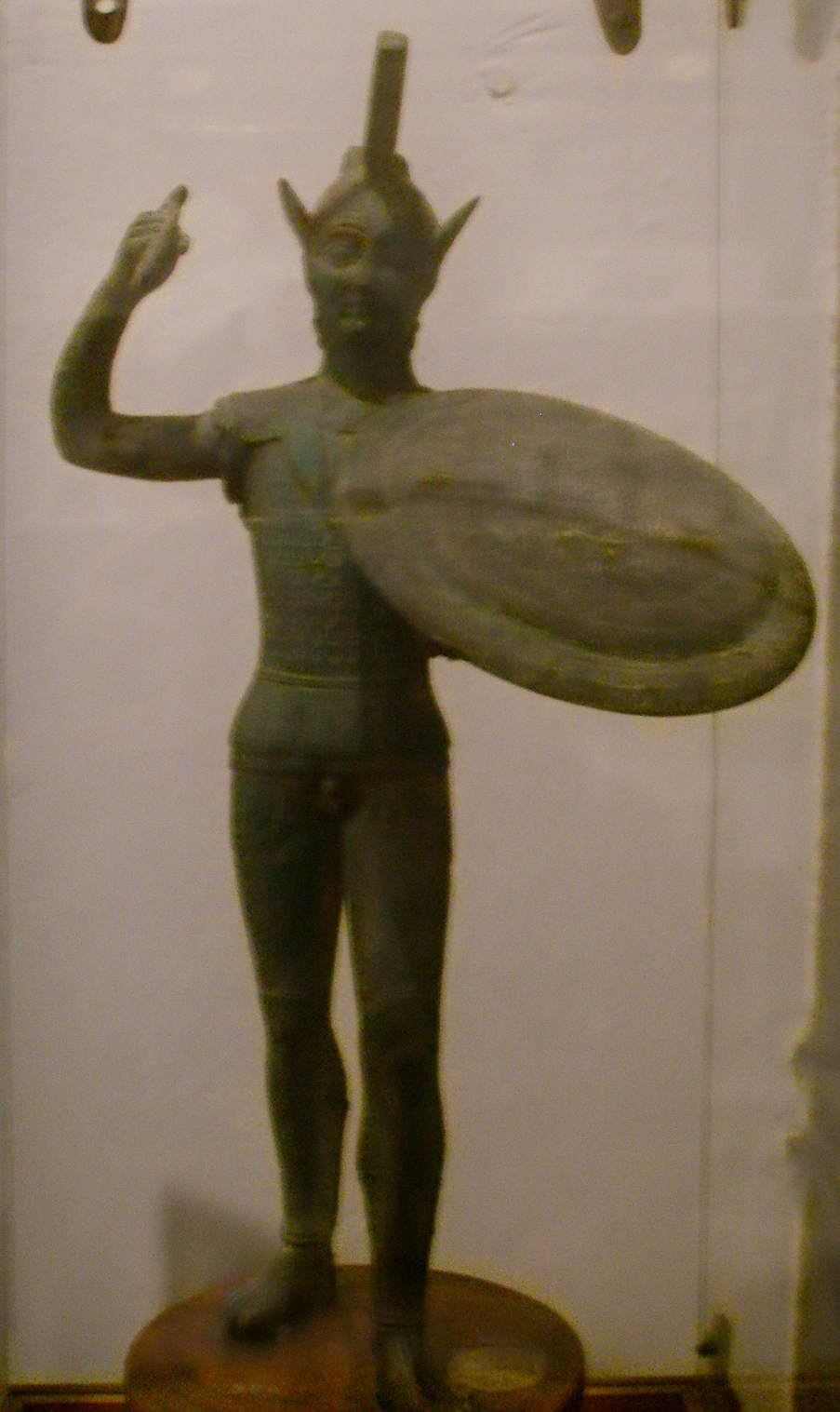
Bronzetto votif représentant un guerrier et son équipement.

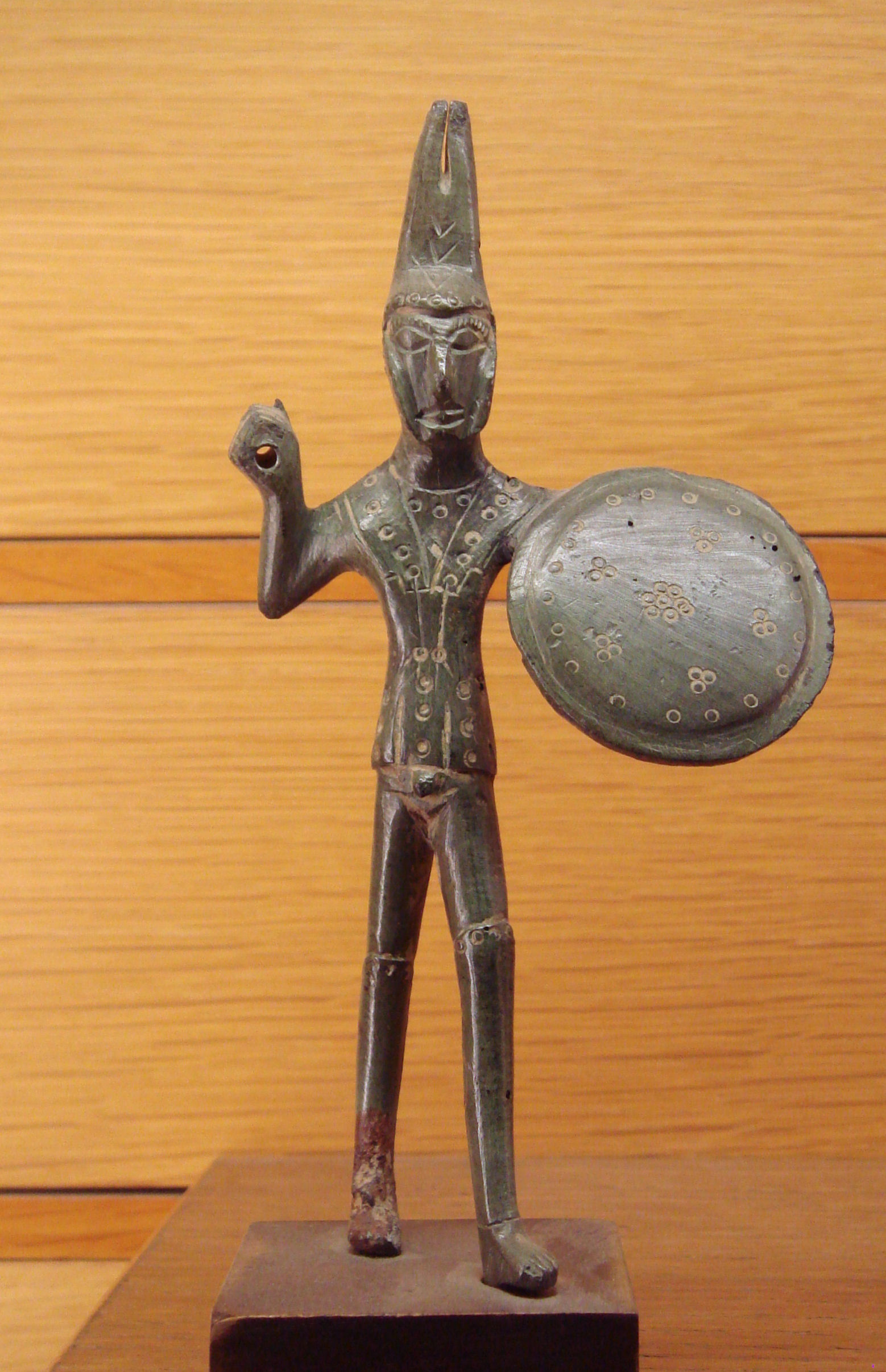
Bronzetto de soldat étrusque trouvé près de Viterbe, Italie,

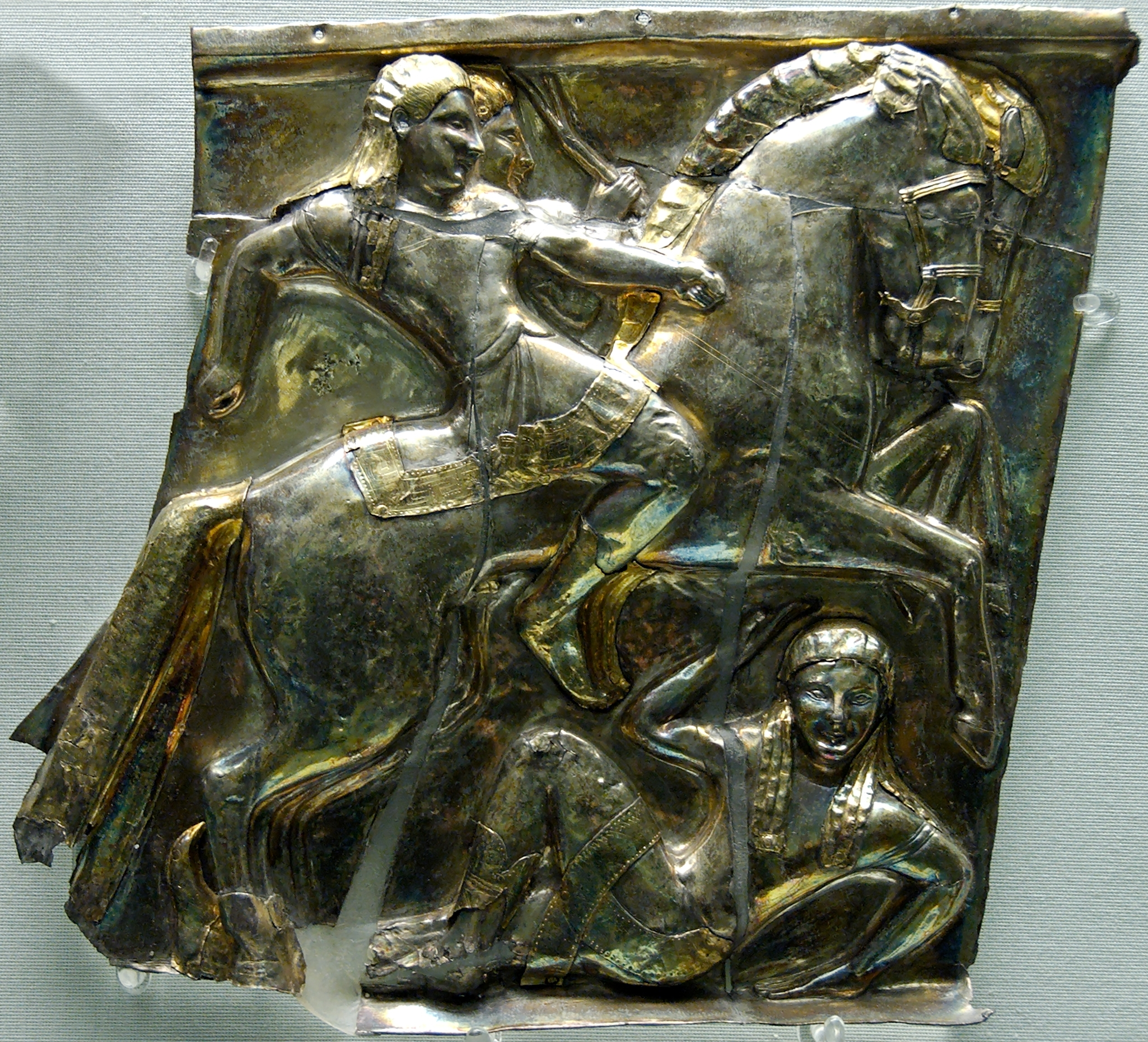
Cavaliers étrusques

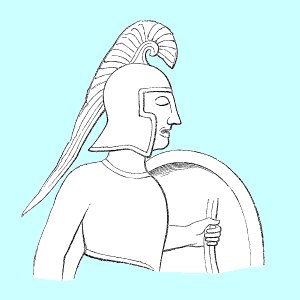
Soldat étrusque

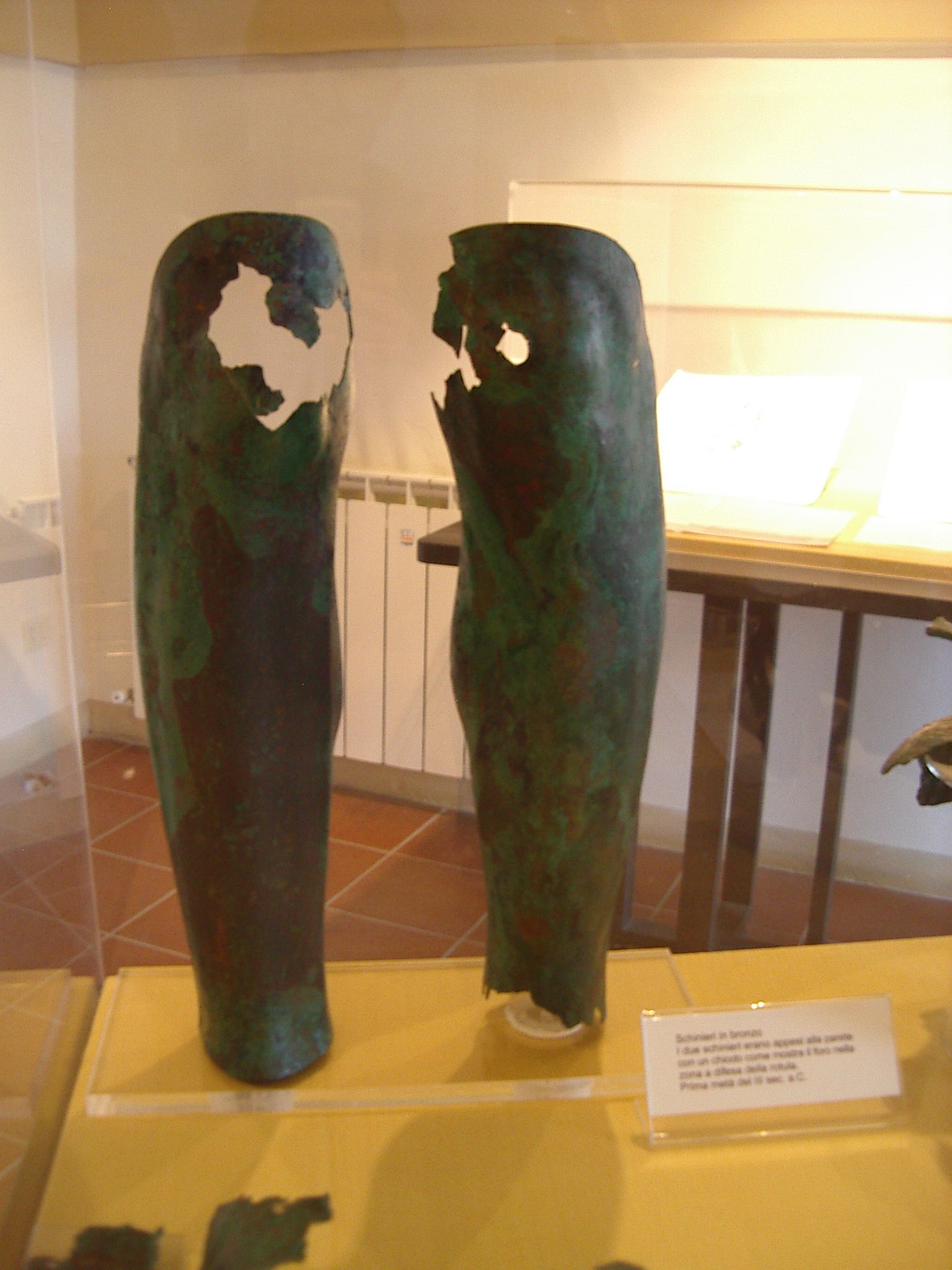
Cnémides de soldat étrusque

L'histoire militaire étrusque, comme celles des cultures contemporaines de Grèce et de Rome antique, obéit à une tradition importante : en plus de marquer le rang et la puissance de certains individus dans la culture étrusque, la guerre était une aubaine économique considérable à leur civilisation. Comme de nombreuses sociétés antiques, les Étrusques ont mené des campagnes durant les mois d'été. Les raids dans les régions voisines, en essayant de gagner du terrain et la lutte contre les pilleurs étaient considérés comme un moyen d'acquérir de précieuses ressources comme la terre, des biens de prestige et des esclaves.
La datation est indiquée avant l'ère commune (AEC), « avant Jésus-Christ ».

## Batailles importantes

Le siège de Rome par l'armée étrusque contre l'armée romaine

L'histoire écrite de la période étrusque militaire est fragmentaire.
Dans un premier temps, la guerre revêtait un caractère interne couvrant les querelles territoriales entre Étrusques, règlements de comptes privés et razzias en tous genres.
Au cours du VIIe siècle av. J.-C. l'urbanisation et l'apparition de cités provoquent de profonds changements économiques, sociaux et politiques. L'armée aussi évolue avec l'apparition des hoplites et l'apparition de la tactique du combat en phalange.

« La force des Étrusques fut, dans ces moments de mutations, d'emprunter aux Grecs l'équipement des hoplites et la tactique de combat en phalange[...] »

— Jean-Noël Robert, 2004, page 103
L'image militaire dominante est celle d'aristocrates combattant à cheval et menant leurs troupes, mais il est généralement admis que les Étrusques rivalisèrent avec les premiers Romains pour le contrôle de la péninsule centrale italienne pendant près de deux siècles (de 700 à 500 av. J.-C.) avant de devenir l'une des premières cultures à succomber à l'expansion romaine.
Dans la bataille de Cumes (474 av. J.-C.), les Étrusques et leurs alliés ont été défaits dans les eaux au large de Cumes par les marines combinées de Cumes et de Syracuse. Cette défaite a réussi à bloquer l'extension vers le sud de l'influence étrusque et a marqué le début de la perte de territoires dans le Sud de l'Italie. Durant les guerres romano-étrusques, les auteurs romains racontent la prise de la ville de Véies. Selon eux, l'armée de Rome tint sans succès le siège de la cité étrusque pendant neuf ans avant qu'ils ne soient en mesure de creuser un tunnel (ou d'utiliser les canalisations existantes de l'hydraulique étrusque) sous les murs de la ville et de la prendre par ce moyen. La véracité de ce récit est difficile à déterminer, car il est rapporté dans le cadre de la biographie de Marcus Furius Camillus, une figure légendaire dans l'histoire romaine, écrite par Tite-Live et Plutarque longtemps après sa mort.

## Chronologie des principales confrontations terrestres
VIIe siècle av. J.-C.guerre de Rome, dirigée par Tullus Hostilius, contre Véies.
VIe siècle av. J.-C.
- Expansion étrusque dans la plaine du Pô.
- 578-534 : guerre de Rome, dirigée par Servius Tullius, contre Véies.
- 504 : le roi de Clusium Porsenna assiège Rome.
- 505 :  le roi Porsenna défait.

Ve siècle av. J.-C.
- 482 : début des guerres entre Rome et Véies. Alliance de Rome et de Caere contre Véies.
- 477 : la famille romaine des Fabii qui tentait d’élargir sa puissance au nord est décimée près de Véies, sur les bords du Crémère. Ces trois cent six Fabii sont en réalité une des dix-sept tribus rustiques de Rome (unités territoriales), portant un nom gentilice. Les Véiens exploitent leur victoire par l’occupation du Janicule. Une armée romaine les en expulsera.
- 438 : Fidènes, ancienne ville étrusque devenue colonie romaine, se soulève contre Rome et chasse les colons. Véies intervient en sa faveur.
- 430 : prise des villes étrusques de Campanie par les Samnites.
- 428 : guerre entre Rome et Véies dont le roi Lars Tolumnius est tué.
- 425 : Rome reconquiert Fidènes, tête de pont de Véies sur le Tibre. Trêve de vingt ans entre Rome et Véies.
- 406 : début du siège de la ville étrusque de Véies par le dictateur romain Camille, qui désire s’emparer de ses salines. La ville est abandonnée à son sort et l'aristocratie même se montre favorable aux Romains.

IVe siècle av. J.-C.
- 396 : prise de Véies par Rome.
- 358 : guerre de Tarquinia et Caere contre Rome.
- 302 : Rusellae est occupée par Rome.

IIIe siècle av. J.-C.
- 300 : colonie romaine à Pyrgi.
- 280 : chute de Volsinies et Vulci.

IIe siècle av. J.-C.
- 191 : colonie romaine de Castrum Novum.
- 183 : colonie romaine de Saturnia.
- 181 : colonie romaine de Gravisca.
- 82 : tueries de Sylla en Étrurie.
- 79 : capitulation de Volterra.
- 40 : l'Étrurie devient la VIIe région romaine.

## Armée étrusque
En plus des sources écrites latines, des documents archéologiques prouvent l'existence de l'armée étrusque et de la guerre.
C'est au cours du VIIe siècle av. J.-C., avec l'avènement de la Lucumonie, que l'armée prend une forme structurée avec l'apparition des hoplites et de la tactique du combat en phalanges.
Elle était composée de trois entités :
- La cavalerie : ses tâches consistaient à reconnaître le terrain, mener des escarmouches  et poursuivre les vaincus.
- Les hoplites : ils étaient diversement armés, les tuniques ou armures les recouvraient complètement et lourdement. Ils portaient un casque, une cuirasse métallique et des jambières. Armés d'une lance et d'une courte épée ils se protégeaient à l'aide d'un bouclier (appelé clipeus à Rome) de forme circulaire d'un diamètre d'environ 1 mètre. Les meilleurs occupaient les premiers rangs et cherchaient la confrontation directe avec l’ennemi.
- Les troupes légères composées de fantassins avaient comme prérogatives de désorganiser les formations ennemies en les agressant de positions éloignées  à l’aide d’armes de jet.

Il existait également un corps de genieri dont la tâche était la construction des murs d’enceintes des forteresses et la recherche des points faibles de celles ennemies afin de les détruire lors des sièges.
L’usage du char de combat reste incertain. Était–il utilisé comme instrument de combat, de transport pour les chefs lors de batailles ou les deux à la fois ? (les seuls retrouvés dans les tombes étaient des chars de parade, construits en bronze donc votifs).
L’armée étrusque était recrutée parmi les citoyens selon leur position sociale et leur richesse. La mise en place d'un système de centuries et de classes censitaires font que les citoyens les plus riches contribuaient à la défense de la cité. L’armée étrusque était abondamment équipée au vu de l'abondance de métaux en provenance  des mines d’Italie centrale (de fer extrait des mines de l'île d'Elbe, traité à Populonia).
Une partie de l'armée n'était pas issue du peuple car des familles très riches comme les Vibenna formèrent leur propre troupe (les boucliers arborent le même signe) et de ce fait apparut une professionnalisation d'une partie de l'armée dont l'autorité échappa au Lucumon. Ils se comportaient comme des mercenaires et usaient de leur influence.
Au cours du IVe siècle av. J.-C., le type d'armement changea et devint fonction de la richesse et du rang du soldat :
- Premières classes censitaires : casque à calotte sphérique et à bouton, muni d'un couvre-nuque et de protège-joues.
- Classes moins élevées : panoplie hoplitique.

La fin de la tactique du « combat en phalanges » arrive lors de l'affrontement entre Rome et Tarquinia à la fin du IVe siècle av. J.-C. En effet Tite-Live décrit l'armement des Étrusques en ces termes : 

« Leur bouclier n'est plus le clipeus mais le scutum »

— Tite-Live
.
Le scutum, allongé et plus protecteur, déjà utilisé par les Romains dans leur formation en manipules fait penser que même les Étrusques avaient adopté cette tactique.
Les Étrusques avaient aussi l'habitude de faire intervenir les haruspices et leur art divinatoire afin de faire pencher le sort de batailles en leur faveur (les libri exercituales spécialisé pour les exploits guerriers)  :  

« L'autre consul fut battu par les Falisques et les Tarquiniens dans une première rencontre, où l'effroi vint surtout à la vue de leurs prêtres, qui s'avancèrent, comme des furies, secouant des torches ardentes et des serpents. Troublés par cet étrange spectacle, les soldats romains, dans leur égarement et leur stupeur, se rejettent en désordre contre leurs retranchements »

— Tite Live, Guerre contre Tarquinies, livre VII, 17

### Équipement
Les objets contenus dans les tombes étrusques peuvent inclure des représentations d'armes ou d'armure, ou les deux (avec la précaution que les casques les plus anciens, des périodes villanovienne et orientalisante, servent principalement à identifier le sexe et le statut du défunt sur les urnes biconiques funéraires).
Les autres types de boucliers, casques, armures et armes varient selon la date et le lieu, mais peuvent être regroupés en grandes catégories stylistiques.
Plusieurs boucliers étrusques ont été récupérés dans des tombeaux. Les boucliers, traditionnellement décorés, sont en bronze (donc votifs), de forme circulaire, d'environ un mètre de rayon. Les plus anciens sont plats et plus tard légèrement convexes. Les styles ne ressemblent que tardivement aux modèles grecs contemporains. Il existe plusieurs formes de casques étrusques, dont la plus caractéristique est munie d'une crête en forme de pointe de flèche façonnée à la jonction de deux plaques en relief (ou « lames »). Ces lames sont souvent décorées en relief. En plus des casques à cimier, un certain nombre d'autres variétés de casques ont été trouvés dans les tombeaux étrusques. Souvent, leur forme est une demi-calotte sphérique, sans décor ou avec des appliques. Une autre variante comporte des garde-joues fixés par des charnières. 
|  |  |  |  |  |

Des épées et des lances sont aussi retrouvées dans les tombes étrusques. Quelques exemples d'épées étrusques nous sont parvenus dans de bonnes conditions mais la plupart du temps ce ne sont que des fragments de lames fortement oxydés. Celles qui nous sont parvenues plus intactes sont généralement de robustes pointes de lances et des lames larges, ressemblant aux armes des débuts de Rome. L'armure de bronze des étrusques a un style similaire à celle des Grecs. Une d'elles, provenant de Tarquinia, est composée de deux pièces solides reliées par des articulations au niveau des hanches et de chaque côté du cou. Elle a été conçue pour un homme précis, la forme des plaques de bronze ressemble à la poitrine et au dos d'un homme robuste. Une autre, contenu dans la tombe falisque Profiri, sur le site de Narce, au nord-ouest de Rome, était décorée comme un casque à aigrette. Ce plastron aurait limité l'amplitude des mouvements et a conduit à l'hypothèse qu'il était destiné à un commandant gardant une position fixe. Des jambières ont également été trouvés dans les tombeaux étrusques.
Une partie des connaissances actuelles sur les armes et les armures des Étrusques ne repose pas sur des équipements réels, mais plutôt sur les représentations sculptées. La Tombe des Reliefs de Cerveteri est un sépulcre taillé dans le roc avec des parois recouvertes de stuc peint représentant des objets de la vie quotidienne. Parmi eux, on compte entre autres, de nombreuses armes, éléments d'armures et boucliers.
On ne prendra pas en compte les nombreuses représentations des scènes guerrières des bas-reliefs historiés et des vases attiques, car ils font référence à la culture mythologique grecque et ne relatent souvent que les scènes légendaires de l'Énéide.

### Apports aux Romains
Parmi leurs apports à la civilisation romaine (largement issus des traditions grecques), on notera particulièrement dans le domaine militaire :
- Le combat hoplitique[5] de guerriers lourdement chargés,
- la légion,
- la phalange
- le clipeus
- le bouclier rond portant le même insigne distinctif des troupes gentilices
- le casque à cimier,
- les cnémides, protection des tibias
- la lance
- la trompette d'attaque étrusque

## Architecture militaire
Les vestiges des cités-états d'Étrurie témoignent de moyens et de dispositifs techniques élaborés et manifestent d'une culture architecturale urbanistique effective et novatrice. De manière incidente, les procédés d'édification étrusques sont mis au service d'une logistique défensive solide et efficiente, dont la science tactique est reconnue jusque dans les territoires celtiques outre-alpins dès le VIe siècle av. J.-C.. Dans ce cadre donné, le fait architectural étrusque imprime une rémanence significative au sein des infrastructures associées au domaine de la poliorcétique.
Les premières cités étrusques étaient construites sur des éperons rocheux ce qui rendait leur défense plus aisée.
Au VIe siècle av. J.-C. et au Ve siècle av. J.-C., les enceintes fortifiées étaient d'une conception sommaire : les murs qui entouraient la ville étaient constitués par de gros blocs équerrés assemblés à sec (dit cyclopéens). 
Les portes et les endroits les plus faibles étaient renforcés à l'aide de tours.
Autres particularités :
- Avancée bastionnée des villes littorales contre les actions des pirates (Tarquinia, tertre de Vetulonia à Cerveteri)[8]
- Portes à arche des enceintes fortifiées (Volterra)

## Actions guerrières sur les mers

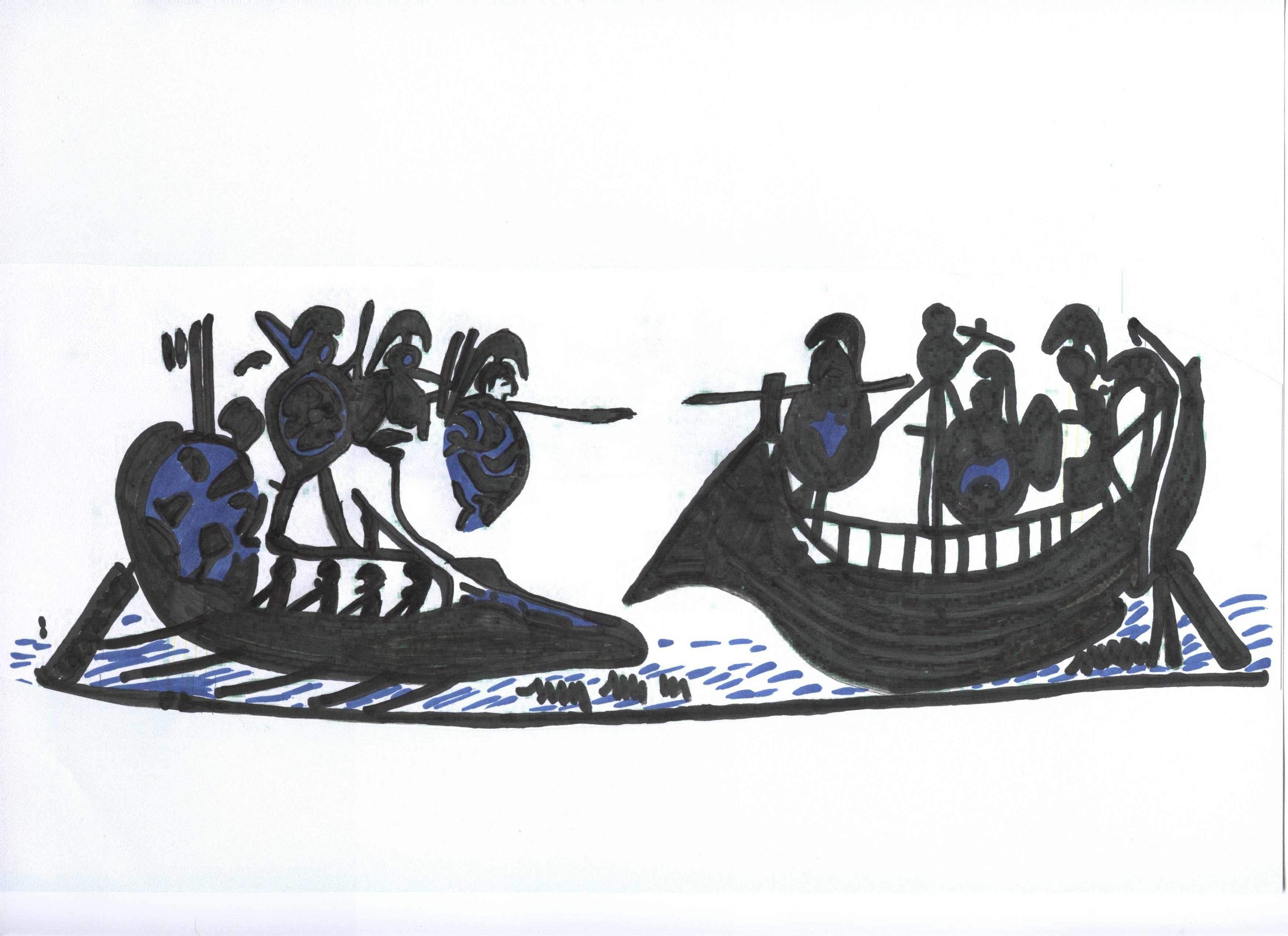
Scène de bataille (cratère de Aristonothos).

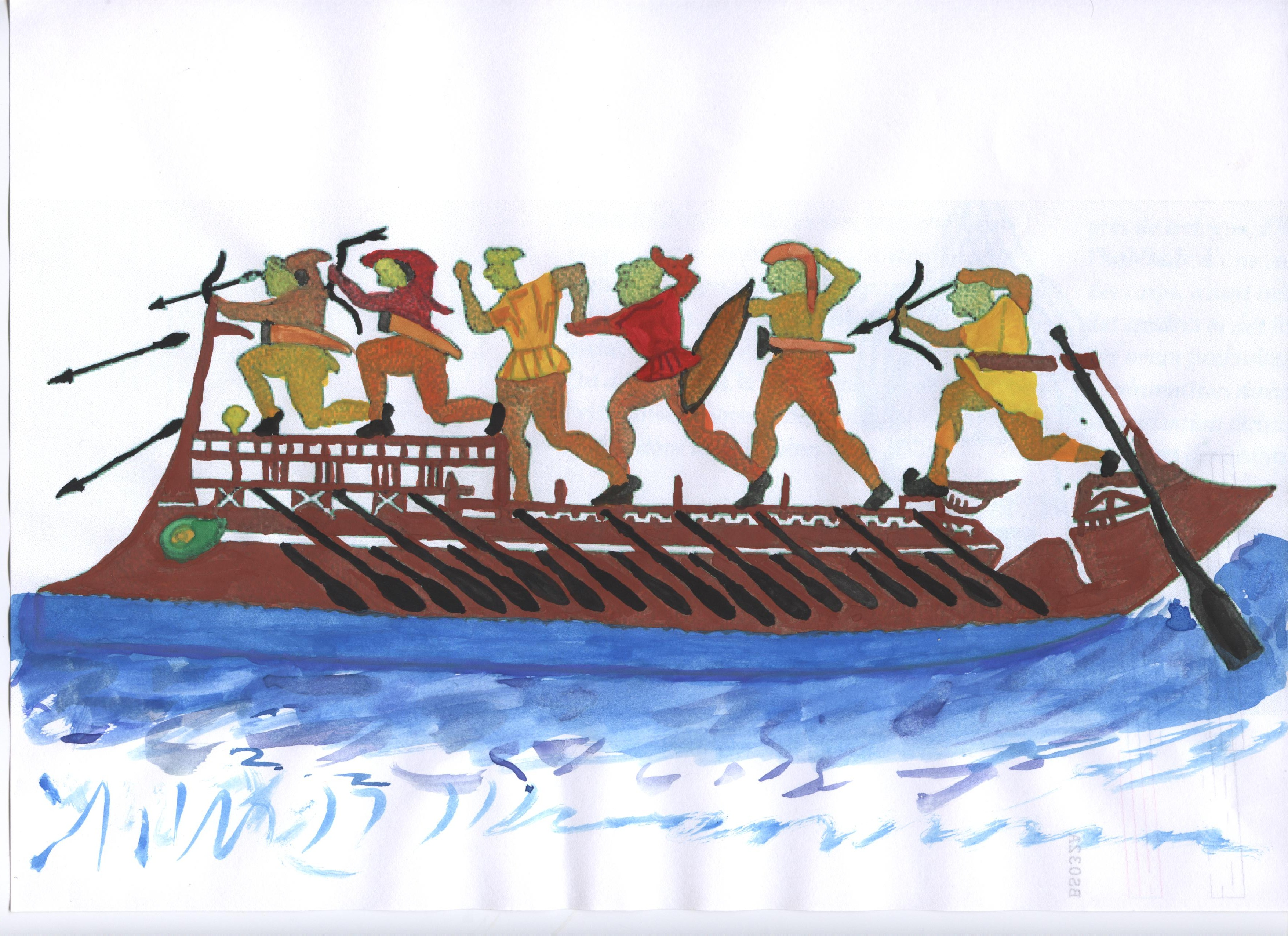
Scène de combat naval sur une hydrie étrusque attribuée au peintre de Micali (fin du, British Museum, Londres.

Les Étrusques avaient des rapports commerciaux parfois harmonieux mais souvent conflictuels avec les autres peuples qui naviguaient en Méditerranée comme les Phéniciens et les Carthaginois. Une partie des Grecs les considéraient comme des pirates, même si à l'époque la piraterie était une pratique courante et faisait partie des diverses expéditions dites commerciales ou exploratoires.

« Voici que, dans leurs nefs aux solides bancs de rameurs, des pirates Tyrrhéniens arrivèrent rapidement sur la noire mer, et une destinée mauvaise les amenait. »

— Homère, Hymne à Dionysos, traduction de Leconte de Lisle, 1868.
Pendant la période de conflit avec les villes grecques, il s'agissait plutôt d'actions de guerre (corsaire) que de piraterie ou de vraies expéditions militaires.

« La puissance des Étrusques était si grande que leur renommée n'était pas uniquement sur terre, mais aussi sur la mer, sur toute l'extension de l'Italie, des Alpes jusqu'au détroit de Messine. »

— Tite-Live
Un vase retrouvé à Caeré le port de Cerveteri, comporte la scène d'une bataille navale du début du VIe siècle av. J.-C. Celle-ci représente deux navires se faisant face, les équipages lourdement armés s'affrontent. Le navire de gauche est équipé du rostrum, une invention attribuée aux Étrusques. Venant de la gauche, un navire de guerre avec éperon, rameurs et guerriers est lancé de toute la vitesse de ses rames et vient éperonner un navire de charge avec un groupe de guerriers qui ne semble avancer que par sa voilure.
Il est probable qu'il s'agisse d'une bataille entre Grecs et Étrusques car ces deux types de navires jalonnaient les voies maritimes.
La mer qu'ils ont dominée pendant des nombreux siècles a pris leur nom : pour les Romains, c'est la Tyrrhenum mare, c'est-à-dire « la mer étrusque » ou mer des Tyrrhéniens (Turrēnikon pelagos pour les Grecs).

### Caractéristiques des navires
Les navires de guerre étaient fuselés et longs d'une trentaine de mètres. La force motrice principale était constituée par l'action de rameurs disposés sur une ou deux rangées. La force du vent était aussi utilisée mais d'une manière auxiliaire.
À l'origine les embarcations étaient dépourvues de pont, mais progressivement elles furent dotées d'un pont supérieur où prenaient place les marins et les soldats.
Un rostrum était inséré sur la proue du navire. Celui-ci affleurant la surface de l'eau était utilisé lors des combats afin d'éperonner les navires ennemis (les Grecs leur reconnaissent cette invention avec la trompette.
Autres innovations étrusques : le perfectionnement de l'ancre marine et la trompette d'attaque, d'abord utilisée lors des combats marins.

### Technique de combat
En mer, la technique de combat était celle de la manœuvre et de l'éperonnage, le succès étant fonction de l'habileté des équipages et de la vigueur des rameurs.
L'approche entre navires était accompagnée par un dense lancer de projectiles souvent enflammés. La trompette d'attaque était chargée de jeter l'effroi chez l'adversaire ; une fois l'accostage effectué, les équipages cherchaient à s'atteindre par l'intermédiaire de longues lances. Quand des contingents d'infanterie étaient embarqués et que le but ultime était la capture du navire et de son chargement, on avait recours à l'abordage et au combat au corps à corps.
La navigation étant très dangereuse pendant la période hivernale, les opérations navales étaient interrompues.

### Principaux faits d'armes maritimes
VIe siècle av. J.-C.
- 550 : alliance étrusco-carthaginoise contre les Grecs.
- 540 : victoire navale étrusco-carthaginoise au large d'Alalia (Corse).

Ve siècle av. J.-C.
- 474-453 : Victoires de Syracuse sur la flotte étrusque au large de Cumes.

IVe siècle av. J.-C.
- 374 : Pillage de Pyrgi par Denis Ier de Syracuse et fin de la maîtrise maritime étrusque sur la mer Tyrrhénienne.